# Tamara Chmiadaszwili
Tamara Chmiadaszwili, do 1991 r. Tamara Chugaszwili (ur. 27 listopada 1944, zm. 2019) – gruzińska szachistka i sędzia szachowy (FIDE Arbiter od 2007), arcymistrzyni od 1998 roku.

## Kariera szachowa
W latach 1972, 1975 i 1978 trzykrotnie zdobyła mistrzostwo Gruzji. Największe sukcesy osiągnęła w rozgrywkach o mistrzostwo świata seniorek (zawodniczek powyżej 50. roku życia), w których uczestniczy od 1995 roku. Czterokrotnie (1998, 1999, 2003, 2010) zdobyła tytuły mistrzyni świata w tej kategorii wiekowej, ośmiokrotnie (1995, 1996, 1997, 2000, 2002, 2004, 2006, 2012) zdobyła srebrne medale, jak również – medal brązowy (2013). W 2010 r. zdobyła tytuł mistrzyni Europy seniorek, była również dwukrotnie brązową medalistką tych rozgrywek (2011, 2013). Po zmianie kategorii wiekowych, w 2014 r. zdobyła w Katerini brązowy medal mistrzostw świata (wśród zawodniczek powyżej 65 lat).
W 1998 r., po zdobyciu pierwszego złotego medalu mistrzostw świata, Międzynarodowa Federacja Szachowa nadała jej tytuł arcymistrzyni.
Najwyższy ranking w karierze osiągnęła 1 stycznia 2005 r., z wynikiem 2257 punktów zajmowała wówczas 15. miejsce wśród gruzińskich szachistek.